# Association de la Jeunesse Auxerroise 2017-2018
Questa voce raccoglie le informazioni riguardanti l'Association de la Jeunesse Auxerroise nelle competizioni ufficiali della stagione 2017-2018.

## Stagione
La squadra migliorò la diciassettesima posizione della stagione precedente, concludendo all'undicesimo posto.

## Rosa
| N. |                           | Ruolo | Calciatore                  |
| -- | ------------------------- | ----- | --------------------------- |
| 1  | Francia (bandiera)        | P     | Zacharie Boucher            |
| 2  | Haiti (bandiera)          | D     | Carlens Arcus               |
| 3  | Francia (bandiera)        | D     | Pierre-Yves Polomat         |
| 4  | Francia (bandiera)        | C     | Mickaël Barreto             |
| 5  | Mauritania (bandiera)     | D     | Abdoul Ba                   |
| 6  | Francia (bandiera)        | C     | Brahim Konaté               |
| 7  | Costa d'Avorio (bandiera) | C     | Ibrahim Sangaré             |
| 8  | Benin (bandiera)          | C     | Jordan Adéoti               |
| 9  | Senegal (bandiera)        | A     | Pape Sané                   |
| 10 | Polonia (bandiera)        | C     | Ludovic Obraniak            |
| 11 | Francia (bandiera)        | A     | Florian Ayé                 |
| 12 | Mali (bandiera)           | C     | Birama Touré                |
| 13 | Francia (bandiera)        | D     | Kenji-Van Boto              |
| 14 | Francia (bandiera)        | A     | François-Xavier Fumu Tamuzo |
| 16 | Stati Uniti (bandiera)    | P     | Quentin Westberg            |
| 17 | Comore (bandiera)         | D     | Benjaloud Youssouf          |
| 18 | Guinea (bandiera)         | A     | Mohamed Yattara             |
| 19 | Francia (bandiera)        | C     | Alexandre Vincent           |

| N. |                         | Ruolo | Calciatore           |
| -- | ----------------------- | ----- | -------------------- |
| 19 | Francia (bandiera)      | A     | Alexandre Vincent    |
| 20 | Francia (bandiera)      | D     | Mickaël Tacalfred    |
| 21 | Marocco (bandiera)      | C     | Hamza Sakhi          |
| 22 | Francia (bandiera)      | A     | Romain Montiel       |
| 23 | Senegal (bandiera)      | D     | Vieux Sané           |
| 24 | RD del Congo (bandiera) | C     | Hardy Binguila       |
| 25 | Francia (bandiera)      | C     | Moussa Diallo        |
| 26 | Georgia (bandiera)      | A     | Giorgi Jobava        |
| 27 | Francia (bandiera)      | C     | Abdoulaye Sissako    |
| 28 | Francia (bandiera)      | C     | Romain Philippoteaux |
| 29 | Francia (bandiera)      | D     | Mouhameth Sané       |
|    | Francia (bandiera)      | D     | Roman Laspalles      |
|    | Francia (bandiera)      | D     | Samuel Souprayen     |
| 31 | Francia (bandiera)      | C     | Lamine Fomba         |
| -  | Francia (bandiera)      | D     | Jean Marcelin        |
| -  | Martinica (bandiera)    | D     | Pierre-Yves Polomat  |
| -  | Mauritania (bandiera)   | D     | Issa Samba           |
| -  | Francia (bandiera)      | C     | Loïc Goujon          |
| -  | Francia (bandiera)      | A     | Yanis Begraoui       |
| -  | Francia (bandiera)      | A     | Romain Montiel       |
| -  | Francia (bandiera)      | A     | Nathan Bizet         |

## Risultati

### Ligue 2
| Arbitro: | Hakim Ben El Hadj |

|                     |           |  |
| Mohamed Yattara 83’ | Marcatori |  |

| Arbitro: | Johan Hamel |

|                                                                                   |           |                          |
| Ebenezer Assifuah 68’ Ebenezer Assifuah 85’ Nathaël Julan 87’ Zinedine Ferhat 90’ | Marcatori | 27’ Romain Philippoteaux |

| Arbitro: | Faouzi Benchabane |

|                                       |           |  |
| Jimmy Roye 47’ Antoine Leautey 90'+2’ | Marcatori |  |

| Arbitro: | Benoît Bastien |

|                         |           |                                                           |
| Pierre Bouby 42’ (aut.) | Marcatori | 24’ Cédric Cambon 35’ Adrien Monfray 56’ Ousmane Cissokho |

| Arbitro: | Bastien Dechepy |

|                                       |           |                          |
| Malik Tchokounté 18’ Julien López 80’ | Marcatori | 55’ Romain Philippoteaux |

| Arbitro: | Ruddy Buquet |

|                     |           |                   |
| Mohamed Yattara 38’ | Marcatori | 3’ Daniel Mancini |

| Arbitro: | Aurélien Petit |

|                                                          |           |  |
| Téji Savanier 50’ Rachid Alioui 65’ Anthony Briançon 76’ | Marcatori |  |

| Arbitro: | Jérémy Stinat |

|                   |           |  |
| Jordan Adéoti 63’ | Marcatori |  |

| Arbitro: | Stéphanie Frappart |

|  |           |                                              |
|  | Marcatori | 62’ Mohamed Yattara 68’ Romain Philippoteaux |

| Arbitro: | William Lavis |

|                                            |           |  |
| Jordan Adéoti 68’ Romain Philippoteaux 87’ | Marcatori |  |

| Arbitro: | Sébastien Desiage |

|                            |           |                     |
| Jason Berthomier 7’ (rig.) | Marcatori | 18’ Mohamed Yattara |

| Arbitro: | Bastien Dechepy |

|                                             |           |                            |
| Mohamed Yattara 68’ Pape Sané 90'+2’ (rig.) | Marcatori | 29’ (rig.) Mathieu Duhamel |

| Arbitro: | Florent Batta |

|                     |           |               |
| Lakdar Boussaha 52’ | Marcatori | 69’ Yaya Sané |

| Arbitro: | Willy Delajod |

|  |           |                    |
|  | Marcatori | 18’ Jérôme Mombris |

| Arbitro: | Alexandre Castro |

|                    |           |  |
| Franck Honorat 77’ | Marcatori |  |

| Arbitro: | Faouzi Benchabane |

|                 |           |                       |
| Florian Ayé 42’ | Marcatori | 90'+3’ Malaly Dembélé |

| Arbitro: | Sébastien Moreira |

|                                    |           |  |
| Marvin Martin 22’ Grejohn Kyei 70’ | Marcatori |  |

| Arbitro: | Cédric Dos Santos |

|                         |           |                                            |
| Pierre-Yves Polomat 24’ | Marcatori | 63’ Christophe Mandanne 77’ Sofiane Khadda |

| Arbitro: | Mehdi Mokhtari |

|                                                                  |           |                                 |
| Mickaël Tacalfred 14’ (aut.) Riad Nouri 60’ Abdoul Ba 64’ (aut.) | Marcatori | 86’ (rig.) Romain Philippoteaux |

| Arbitro: | Pierre Gaillouste |

|                      |           |                  |
| Pape Sané 84’ (rig.) | Marcatori | 68’ Alimami Gory |

| Arbitro: | Bastien Dechepy |

|                                                                                             |           |  |
| Mohamed Yattara 8’ Jonathan Brison 27’ (aut.) Hamza Sakhi 33’ Pape Sané 72’ Florian Ayé 90’ | Marcatori |  |

| Arbitro: | Romain Delpech |

|                                          |           |                                                             |
| Yannick Gomis 65’ Karim Ziani 72’ (rig.) | Marcatori | 26’ Hamza Sakhi 59’ Mohamed Yattara 90'+1’ (rig.) Pape Sané |

| Arbitro: | Cédric Dos Santos |

|                          |           |                  |
| Mickaël Tacalfred 90'+5’ | Marcatori | 48’ Hervé Lybohy |

| Arbitro: | Faouzi Benchabane |

|  |           |                                             |
|  | Marcatori | 14’ (aut.) Antoine Devaux 74’ Brahim Konaté |

| Auxerre 12 febbraio 2018, ore 20:45 25ª giornata | Auxerre        | 0 – 0 referto | Nîmes | Stadio Abbé-Deschamps (4.721 spett.)\| Arbitro: \| Aurélien Petit \| |
| Arbitro:                                         | Aurélien Petit |               |       |                                                                      |

| Arbitro: | Sylvain Palhies |

|                      |           |                                                            |
| Pierre-Yves Hamel 5’ | Marcatori | 27’ Ibrahim Sangaré 61’ Romain Philippoteaux 86’ Pape Sané |

| Arbitro: | Romain Delpech |

|                                       |           |  |
| Hamza Sakhi 29’ Mickaël Tacalfred 88’ | Marcatori |  |

| Arbitro: | Willy Delajod |

|  |           |                                                                        |
|  | Marcatori | 4’ Abdoul Ba 23’ Hamza Sakhi 71’ Michaël Barreto 84’ Mickaël Tacalfred |

| Arbitro: | Alexandre Castro |

|                   |           |                                        |
| Jordan Adéoti 57’ | Marcatori | 45’ Julien Faussurier 68’ Habib Diallo |

| Arbitro: | Mehdi Mokhtari |

|                                                                          |           |                    |
| Lamine Ndao 16’ Romain Basque 41’ Lamine Ndao 74’ Stanislas Oliveira 89’ | Marcatori | 2’ Mohamed Yattara |

| Arbitro: | Eric Wattellier |

|                                                                                         |           |                |
| Romain Philippoteaux 45'+1’ Romain Philippoteaux 71’ (rig.) Romain Philippoteaux 90'+5’ | Marcatori | 12’ Adama Sarr |

| Arbitro: | Alexandre Castro |

|                                                         |           |                             |
| Ibrahima Touré 39’ Romain Armand 65’ David Gomis 90'+3’ | Marcatori | 90'+2’ Romain Philippoteaux |

| Arbitro: | Pierre Gaillouste |

|                            |           |                                   |
| Mohamed Yattara 86’ (rig.) | Marcatori | 47’ Rémy Dugimont 75’ Joseph Lopy |

| Arbitro: | Sylvain Palhies |

|                                     |           |                     |
| Arnaud Nordin 26’ Arnaud Nordin 43’ | Marcatori | 39’ Mohamed Yattara |

| Arbitro: | Stéphanie Frappart |

|                          |           |                                                                  |
| Romain Philippoteaux 21’ | Marcatori | 63’, 83’ Jordan 66’ (aut.) Benjaloud Youssouf 74’ Diego Rigonato |

| Arbitro: | Bastien Dechepy |

|               |           |                                     |
| Sidy Sarr 32’ | Marcatori | 47’ Hamza Sakhi 90’ Michaël Barreto |

| Arbitro: | François Letexier |

|                                 |           |                   |
| François-Xavier Fumu Tamuzo 59’ | Marcatori | 41’ Cédric Avinel |

| Arbitro: | Stéphane Jochem |

|                                      |           |                                 |
| Cristian López 47’ Walid Mesloub 51’ | Marcatori | 81’ François-Xavier Fumu Tamuzo |

### Coppa di Francia
| Arbitro: | Romain Delpech |

|                      |           |                                                                  |
| Jordan Tawaba 90'+1’ | Marcatori | 71’ Florian Ayé 82’ Romain Philippoteaux 88’ Pierre-Yves Polomat |

| Arbitro: | Sofien Benchabane |

|                  |           |                                    |
| Romain Spano 16’ | Marcatori | 15’ Pape Sané 115’ Ibrahim Sangaré |

| Arbitro: | Willy Delajod |

|                          |           | |
| Carlens Arcus 90’ (aut.) | Marcatori | 52’ Michaël Barreto 60’ Romain Philippoteaux 69’ Mickaël Tacalfred 77’ Romain Philippoteaux 89’ Ibrahim Sangaré |

| Arbitro: | Amaury Delerue |

|                                                          |           |                                                                                 |
| Adrien Thomasson 38’ Léo Dubois 51’ Adrien Thomasson 65’ | Marcatori | 6’ Brahim Konaté 32’ (aut.) Nicolas Pallois 34’ Florian Ayé 76’ Ibrahim Sangaré |

| Arbitro: | Stéphanie Frappart |

|  |           |                                                                        |
|  | Marcatori | 45'+1’ (rig.) Kévin Rocheteau 64’ Ambroise Gboho 80’ Sébastien Flochon |

### Coupe de la Ligue
| Arbitro: | Willy Delajod |

|                |                      |                 |
| Teddy Teuma 6’ | Marcatori            | 50’ Florian Ayé |
|                | Tiri di rigore 7 – 6 |                 |